# 復仇者聯盟營
復仇者聯盟營是迪士尼加州冒險樂園、華特迪士尼影城和香港迪士尼樂園以漫威電影宇宙為基礎設置的漫威主題園區。
雖然園區以漫威電影宇宙為主題，但其故事線將獨立於漫威電影宇宙。而三地的主題園區的故事線也將互相串聯，創造一個獨立於電影宇宙的漫威主題樂園宇宙。

## 背景故事
「鋼鐵人」東尼·史塔克在香港迪士尼樂園舉辦「史塔克科技展」，並於香港西九龍的西九文化區建設了全香港最高並由世界上最大的弦反應能源器推動的香港史塔克大樓。但是在史塔克科技展開幕後不久便遭到了犯罪組織九頭蛇的襲擊，阿尼姆·索拉更意圖奪取香港史塔克大樓的弦反應能源器和偷走神盾局於史塔克科技展設立的神盾局科技館內的數據核心。復仇者聯盟意識到當更強大的力量威脅到整個地球時，地球需要更多的英雄。
為了更好地保護地球，復仇者聯盟在全球範圍內建立新總部和技術共享交流平臺，以激發所有願意站出來並成為英雄的潛在新兵。東尼將其父親霍華·史塔克在美國加州和法國巴黎的兩個史塔克工業的站點改建為新的培訓和創新中心。與神盾局、皮姆科技企業、神祕藝術大師、WEB、復仇者聯盟及其同盟將打造新的復仇者聯盟營，以支持下一代英雄。

## 加州復仇者聯盟營（迪士尼加州冒險樂園）
加州復仇者聯盟營（Avengers Campus California）是迪士尼加州冒險樂園一個以漫威超級英雄為主題的園區，於2021年開幕。
2018年3月21日，華特迪士尼公司宣佈迪士尼加州冒險樂園將興建以漫威超級英雄爲主題的主題園區，將與華特迪士尼影城和香港迪士尼樂園創造漫威主題園區宇宙。2019年8月28日，迪士尼樂園、體驗與產品宣佈D23 Expo迪士尼宣佈加州和巴黎的漫威主題園區將命名爲Avengers Campus，並宣佈一系列設施。

### 遊樂設施
- 星際異攻隊：使命突圍！（Guardians of the Galaxy – Mission: Breakout!）
- 蛛網穿行：蜘蛛人歷險記（Web Slingers: A Spider-Man Adventure）
- 復仇者聯盟總部大樓（Avengers Headquarters）
- 復仇者聯盟：無限防禦（Avengers: Infinity Defense）
- 史塔克飛行實驗室（Stark Flight Lab）

### 現場表演[3]
- 星際異攻隊:尬舞! Guardians of the Galaxy: Awesome Dance Off!
- 奇異博士：秘法之旅（英语：Doctor Strange: Journey into the Mystic Arts）
- 瓦干達護衛隊:多拉米吉拉的紀律　（Warriors of Wakanda: The Disciplines of the Dora Milaje）
- 蜘蛛人驚奇再現!　（The Amazing Spider-Man!）
- 復仇者集合! （Avengers Assemble!）

### 餐飲
- 皮姆測試廚房（Pym Test Kitchen）
- 皮姆口味實驗室（Pym Tasting Lab）
- 沙威瑪宮（Shawarma Palace）
- 地球盛宴（Terran Treats）

### 購物
- 收藏者的寶庫（The Collector's Warehouse）
- 蜘蛛人的實驗室（WEB Suppliers）

## 巴黎復仇者聯盟營（華特迪士尼影城）
巴黎復仇者聯盟營（Avengers Campus Paris）是華特迪士尼影城一個以漫威超級英雄為主題的園區，將於2022年7月20日開幕。
2018年2月28日，巴黎迪士尼樂園度假區宣佈新一輪擴建計劃，將在華特迪士尼影城興建漫威主題區。2018年3月21日，迪士尼宣佈迪士尼加州冒險樂園將興建以漫威超級英雄爲主題的主題園區，將與華特迪士尼影城和香港迪士尼樂園創造漫威主題園區宇宙。2019年8月28日，迪士尼樂園、體驗與產品宣佈D23 Expo迪士尼宣佈加州和巴黎的漫威主題園區將命名爲Avengers Campus，並宣佈一系列設施。園區會有不少受歡迎的Marvel角色出沒，例如奇異博士、星爵、嘉魔娜、奧歌耶等等，以及更多四處走動問候客人的角色。

### 遊樂設施
- 復仇者集結：飛行部隊 （Avengers Assemble: Flight Force）
- 蛛網穿行：蜘蛛人歷險記（Web Slingers: A Spider-Man Adventure）

### 餐飲
- 皮姆廚房（Pym Test Kitchen）- 蟻人把食物變大和變小，因此這裏有各種不同大小的食物。
- 史塔克工厂（Stark Factory） - 以薄餅和意大利麵為主的新型快餐店
- WEB- Worldwide Eating Brigade - 提供亞洲風味的食物
- FAN-tastic美食車 - 提供熱狗和芝士蛋糕。

### 購物
- 鋼鐵人主題商店
- 蜘蛛人主題商店

## 香港史塔克科技展（香港迪士尼樂園）

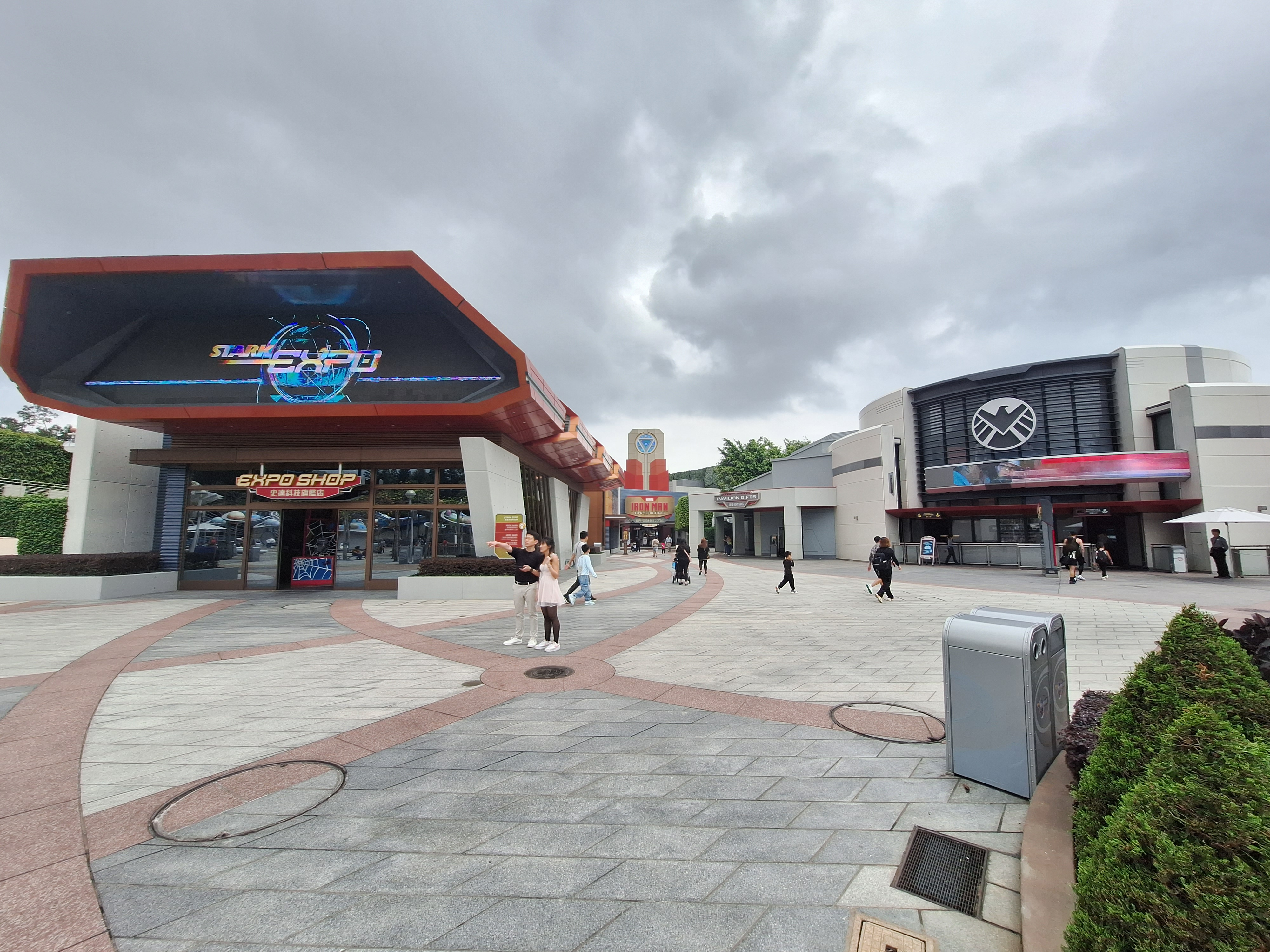
香港史塔克科技展展館（即鐵甲奇俠飛行之旅及蟻俠與黃蜂女：擊戰特攻！）

香港史塔克科技展（Stark Expo Hong Kong）是香港迪士尼樂園一個以漫威超級英雄為主題的園區，為整個漫威主題樂園宇宙故事線的開端。
2013年10月8日，迪士尼樂園、體驗與產品的主席是Thomas O. Staggs宣佈於香港迪士尼樂園興建全球首個以漫威超級英雄主題的迪士尼樂園遊樂設施。2016年11月22日，香港國際主題公園有限公司宣佈新一輪擴建計劃，將在香港迪士尼樂園興建漫威主題區。2018年3月21日，迪士尼宣佈迪士尼加州冒險樂園將興建以漫威超級英雄爲主題的主題園區，將與華特迪士尼影城和香港迪士尼樂園創造漫威主題園區宇宙。

### 遊樂設施
- 鐵甲奇俠飛行之旅（Iron Man Experience）
  - 鐵甲奇俠裝備展（Iron Man Tech Showcase）
- 蟻俠與黃蜂女：擊戰特攻！（Ant-Man and The Wasp: Nano Battle!）
- 蜘蛛俠主題遊樂設施[7]

### 現場表演
- 明日世界舞台（Tomorrowland Theater）
  - The Marvels: 變異入侵（The Marvels: Skrull Invasion）
  - 銀河守護隊:尬舞！（Guardians of the Galaxy: Awesome Dance Off!）
  - 超能覺醒（Find Your Super Power）:
    - 史達科技展保衛戰（Battle for Stark Expo）
    - 空中反擊戰（Battle for in Sky）

「超能覺醒」系列表演（明日世界舞台）
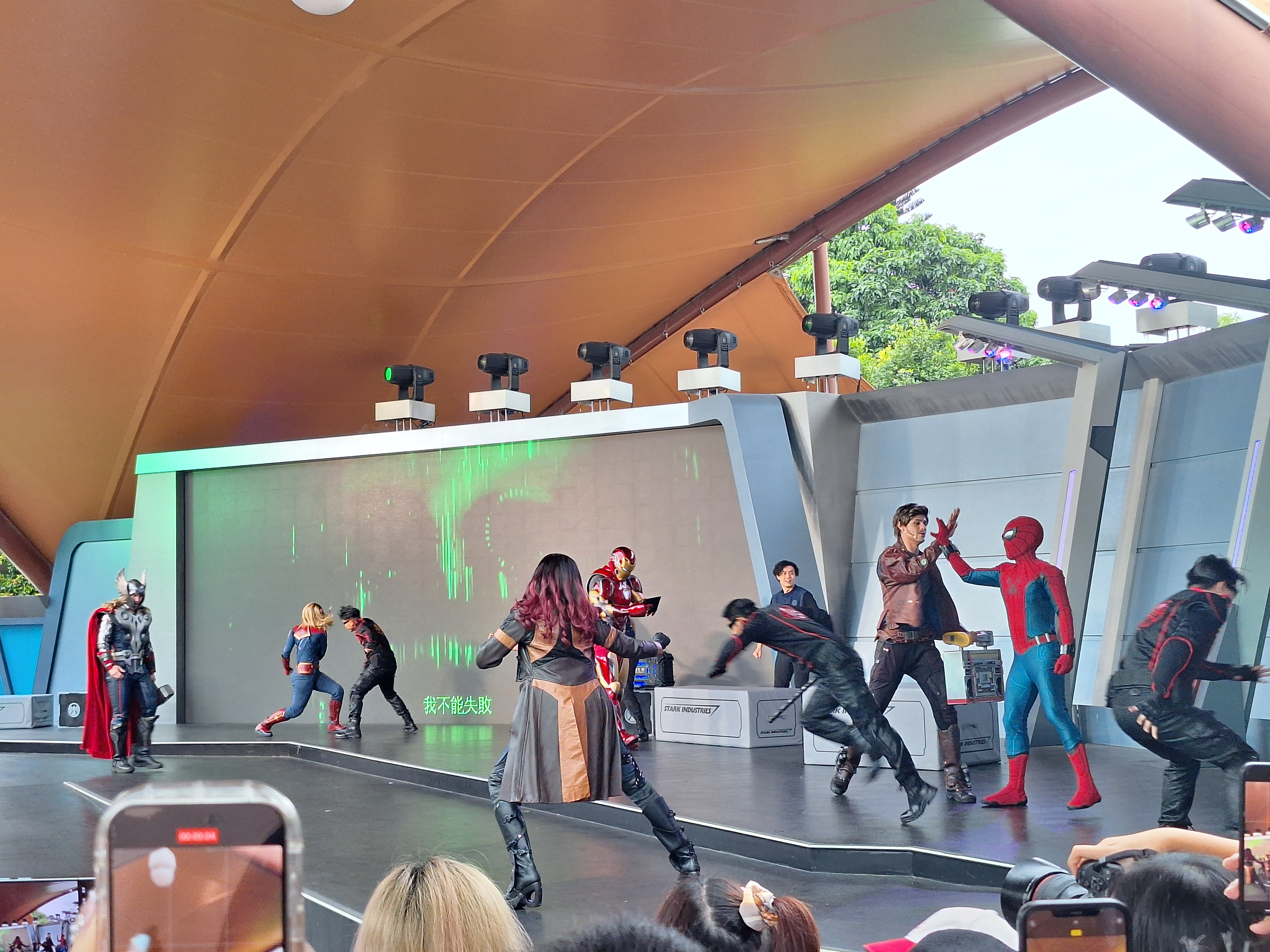
「超能覺醒：史達科技展保衛戰」日間表演
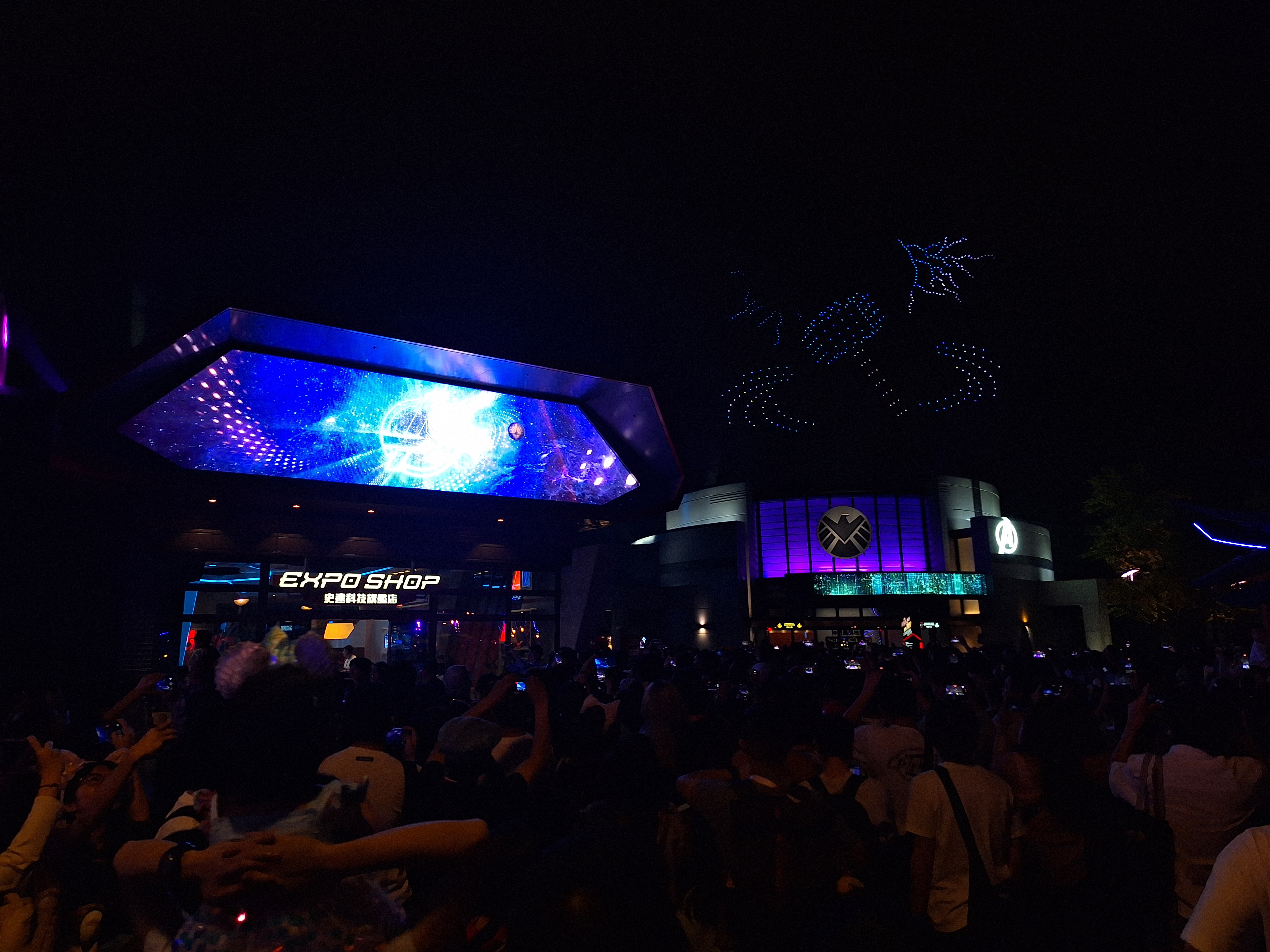
「超能覺醒：空中反擊戰」夜間無人機表演

### 餐飲
- 史塔克科技展主題餐廳

### 購物
- 史塔克科技旗艦店（Expo Shop）
- 科技館禮品店（Pavilion Gifts）

## 復仇者聯盟部署車輛（ADV）

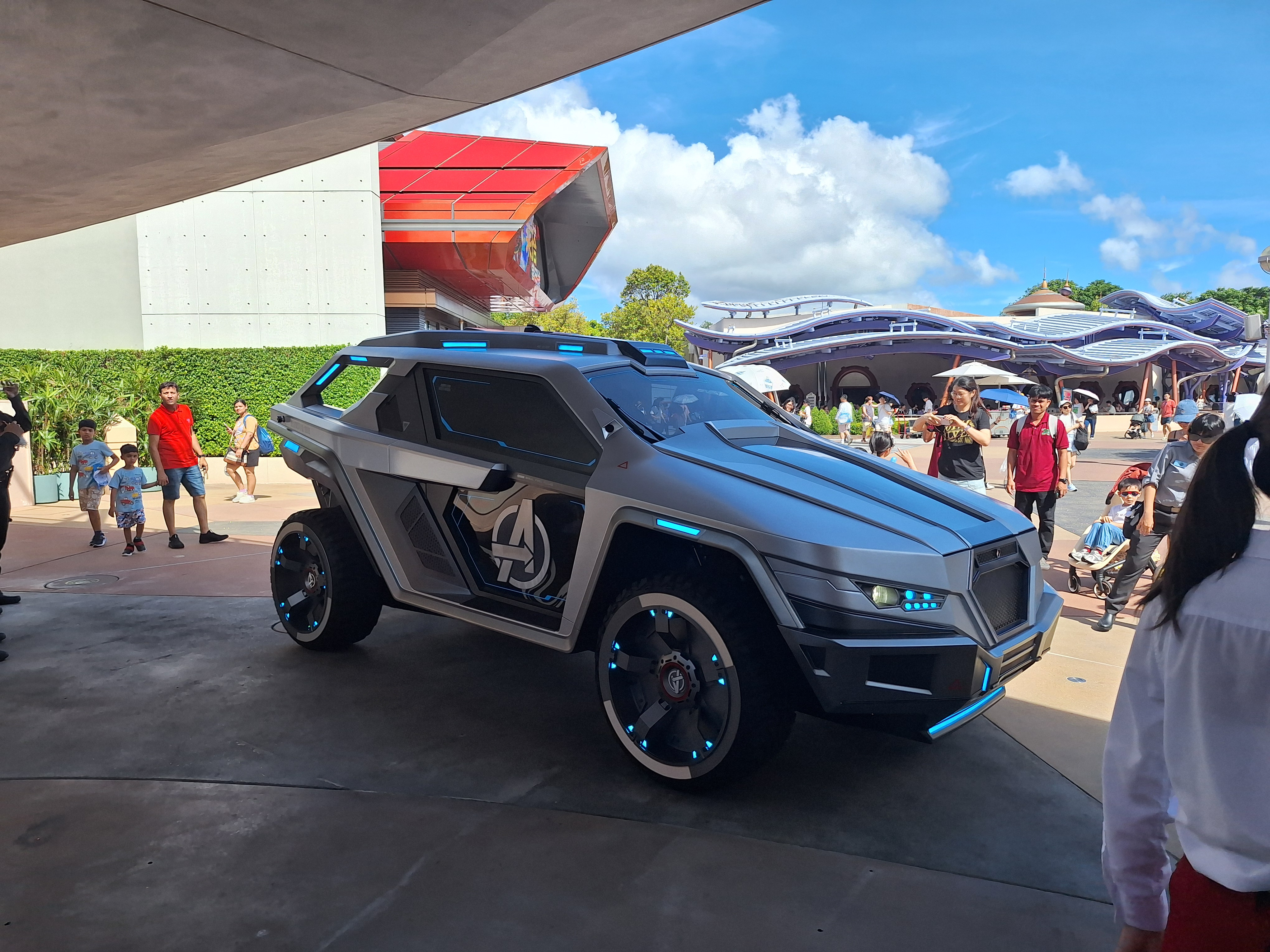
復仇者聯盟部署車輛（ADV），2023年首次在「號召未來英雄：加入復仇者聯盟！」巡遊中出現

2022年首次在巴黎出現，2023年首次在香港出現。
復仇者聯盟部署車輛（ADV）由東尼·史塔克與瓦干達設計集團合作設計，把超級英雄部署到復仇者聯盟園區的各個關鍵地點，以便他們可以結識新成員並迅速投入行動。